# La hipocondríaca
La hipocondríaca é uma telenovela colombiana produzida e exibida pelo Caracol Televisión entre 2 de abril e 27 de setembro de 2013.

## Elenco

### Elenco principal
- Stephanie Cayo como Macarena González
- Ernesto Calzadilla como Alejandro Pulido

### Elenco de apoio
- Cristina Campuzano como Camila Santos
- John Alex Toro como Juan Jhon "JJ"
- Maria Cecilia Botero como Maruja Maldonado de Pulido
- Kepa Amuchastegui como Alfonso Pulido
- Nicolás Montero como Pedro Pulido
- Alberto León Jaramillo como Francisco Gonzalez "Tio Pacho"
- Marcela Benjumea como Esther
- Julio César Herrera como Mario Herrera
- Margarita Amado como Matilde
- Ernesto Ballen como Jimmy
- Bebsabe Duque como Gina González
- Marilyn Patiño como Luz Elvira
- Leonardo Acosta como Leonardo
- Laura Torres como Juliana Pulido
- Ignacio Hijuelos como Carlos Bejarano
- Héctor Ulloa como Avellaneda
- Marcela Agudelo como Marcela Bufano
- Nicole Santamaría como Cecilia Bustos
- Ilja Rosendahl como Diego
- Juan Sebastian Caicedo como Javier
- Alma Rodriguez como Rosaura González
- Rita Bendeck como Sandra Romero
- Lina Tejeiro como Tatiana
- Stefanía Gómez como Linda Rosa
- Consuelo Moure como Adela
- Victor Cifuentes como Dr. Consuegra
- Walther Luengas como Albeiro Manrique
- Julián Díaz como "Tumaco"
- Gerly Hassam Gómez como Patricio
- Nayra Castillo como Luisa
- César Alvarez como Bocadillo
- Germán Patiño como Dr. Ignacio
- Astrid Junguito como Herminia
- Michelle Manterola

## Prêmios e indicações

### Promax Latinoamérica 2013
| Ano  | Categoria                 | Trabalho nomeado | Resultado |
| ---- | ------------------------- | ---------------- | --------- |
| 2013 | Melhor promoção de novela | La hipocondríaca | Venceu    |

### Premios Clic Caracol
| Ano  | Categoria       | Trabalho nomeado   | Resultado |
| ---- | --------------- | ------------------ | --------- |
| 2013 | Melhor produção | La hipocondríaca   | Indicado  |
| 2013 | Melhor ator     | Ernesto Calzadilla | Indicado  |